# Ide de Boulogne
Pour les articles homonymes, voir Ida et Ide.
Ide ou Ida de Boulogne (ou Ide de Lorraine ou Ide d'Ardenne), née vers 1040 en Ardenne et morte le 13 avril 1113, a été comtesse de Boulogne par son mariage avec Eustache II. Elle descend de Charlemagne par son père Godefroy II le Barbu, duc de Basse-Lotharingie, et sa première épouse Doda. Elle est également la nièce du pape Étienne IX. Sa piété et son humilité la firent béatifier. Liturgiquement, elle est commémorée le 13 ou le 14 avril.

## Biographie
Éduquée à l'abbaye de Munsterbilzen, elle épouse à 17 ans, vers 1056, Eustache II (v. 1020 † 1085), comte de Boulogne. De ce couple adonné aux bonnes œuvres sont nés trois enfants auxquels Eustache et Ide donnent une éducation chrétienne solide :
- Eustache III (v. 1058 † apr. 1125), comte de Boulogne ;
- Godefroy (v. 1061 † 1100), duc de Basse-Lotharingie, puis avoué du Saint-Sépulcre ;
- Baudouin Ier (v. 1065 † 1118), comte d'Édesse puis roi de Jérusalem.

D'une grande piété, elle se place sous la direction spirituelle de saint Anselme, abbé bénédictin de Notre-Dame du Bec. Quelques lettres de leur correspondance sont parvenues jusqu'à nous. Priant fréquemment pour le succès de la croisade de son fils Godefroid, elle en recevait des reliques de Terre sainte qu'elle distribuait aux différents monastères sous sa protection.
La mort du comte Eustache, en 1087, lui laisse de grands domaines et propriétés à gérer. Elle utilise cette fortune pour venir en aide aux pauvres et construire ou restaurer monastères et églises, particulièrement celui où elle étudia, à Munsterbilzen, Notre-Dame de Boulogne et l'abbaye Saint-Wulmer de Samer.
Plusieurs abbayes sont fondées en Picardie, dont les abbayes Notre Dame de la Chapelle (Les Attaques) où elle décède et Saint-Michel du Wast où elle est inhumée après sa mort.
Après de nombreuses translations, son corps repose finalement au couvent des bénédictines de Bayeux. Le roi Louis XI la nomma patronne de Boulogne et de son comté en avril 1478.

## Iconographie

Panneau d'information sur Sainte-Ide.

Un panneau destiné à l'information des visiteurs est affiché dans l'église Saint-Omer d'Estréelles. Il a été réalisé par le Service du Patrimoine de la Communauté de Communes du Montreuillois. M Lucien Vasseur y est désigné comme étant la source de ce document.
Voici la reproduction in-extenso du texte figurant sur ce panneau dont la photographie figure ci-contre.

SAINTE IDE

Fêtée le 13 avril
VIE
Ide ou Ida de Boulogne est née vers 1040 en Ardennes. Elle est la fille du chevalier au Cygne, Godefroi ou Gottfried le barbu, fils heritier du duc de Haute et Basse Lorraine. En 1057, Ide epouse Eustache de Boulogne a qui elle donne trois fils : Eustache, Godefroy (de Bouillon) et Bauduin.
C'est également la nièce du Pape Etienne IX et la belle-sœur de Geoffroy, évêque de Paris et chancelier du roi Philippe Ier. Son influence est donc considérable.
Elle apparait dans les écrits comme une epouse tendre et charmante, une femme d'affaires remarquable et une sainte admirable, très charitable.
Devenue veuve vers 1090, Ide consacre sa vie à faire le bien. Elle vend une partie de ses terres afin d’aider ses fils s'apprêtant à partir en croisade. En retour, Godefroy lui envoie sa couronne de vermeil de roi de Jerusalem. Elle l’offre a Notre-Dame de Boulogne. Elle fonde plusieurs abbayes en Picardie. Sainte Ide s’éteint dans la prière le 13 avril 1113 au monastère de La Capelette a Marck en Calaisis qu'elle avait fondé et apres avoir distribué tous ses biens aux pauvres.

CULTE
Le roi Louis XI la nomme patronne de Boulogne et de son comté en avril 1478. Sainte Ide était vénerée comme modèle des épouses et des mères. Elle était aussi invoquée pour soulager les douleurs aux mains et aux bras. Sainte Ide est aujourd'hui méconnue. Elle a éte rayée du calendrier liturgique propre au diocèse après le concile Vatican II. La « Grande Procession » à Notre-Dame de Boulogne qui voyait défiler la cour de la comtesse Ide et les croisés de son fils Godefroy de Bouillon a été supprimée ainsi que les autres processions évoquant la mémoire de sa mère. Elle reste toutefois au sanctoral de l’église du Waast, chez les bénédictines de Bayeux qui gardent ses reliques, et dans la paroisse Sainte-lde à Saint-Martin-lez-Boulogne. A l'église d’Estréelles, un autel secondaire lui était dédié, comme le rappelle Roger Rodière dans Le Pays de Montreuil paru en 1933:

« L’autel qui est aujourd’hui consacré au culte de Sainte Anne, était autrefois l’autel de Sainte Ide. Il n'y [sic] pas eu apparemment d’autres motifs de ce changement que l’achat d'une statue de sainte Anne par Melle Morand, du temps que M. Sombret était curé de la paroisse. Il fallait peut-être considérer que ce n’était probablement pas le hasard qui avait fait choisir Saint Ide comme titulaire de cet autel, et bien qu’on ignorait le motif de cette dévotion plutôt que telle autre dans cette paroisse, ce pouvait être le souvenir d'une grande grâce à conserver, c'était au moins une tradition à respecter. »
Sainte Ide
Source : Lucien VASSEUR